# Paso Antolín
Paso Antolín o Antolín es una localidad uruguaya del departamento de Colonia.

## Ubicación
La localidad se encuentra situada en la zona centro-oeste del departamento de Colonia, sobre la margen sur del río San Juan, y junto a la intersección de las rutas 22 y 83. Dista 31 km de la ciudad de Colonia de Sacramento.

## Población
Según el censo de 2011 la localidad contaba con una población de 78 habitantes.
| --            | 105 | 78 |
| (Fuente: INE) |     |    |